# Metro Station
Metro Station je americká pop rocková hudební skupina, která vznikla v roce 2006 v Los Angeles v Kalifornii. Založili ji Mason Musso a Trace Cyrus, kteří se potkali na nahrávání seriálu Hannah Montana, ve kterém vystupují bratr Mussoa Mitchel Musso a sestra Cyruse Miley Cyrus. Kapela ke konci roku 2006 podepsala smlouvu s Columbia Records a RED Ink Records. Za dobu svého působení vydala kapela dvě EP alba a jedno studiové album s názvem Metro Station, které vyšlo 18. září 2007. Album obsahuje i nejznámější singl skupiny s názvem „Shake it“, který se dostal na 10. místo v žebříčku Billboard Hot 100 a získal po dvou platinových oceněních v Austrálii a Spojených státech a tři platinová ocenění v Kanadě. Dalším úspěšným singlem je „Seventeen Forever“, který získal ve stejném žebříčku 42. pozici. 23. března 2010 se kapela oficiálně rozešla po četných sporech Mussoa a Cyruse, ovšem Musso od roku 2011 pokračuje v sólové tvorbě pod jménem Metro Station a vydal další dva singly „Ain't So High“ a „Closer and Closer“ v květnu respektive v září roku 2011.

## Diskografie
- The Questions We Ask at Night (EP) - (2006)
- Metro Station - (2007)
- Kelsey (EP) - (2009)